# Willibrord-Christian van Dijk
Willibrord-Christian van Dijk OFMCap (* 20. April 1915 in Paris; † 7. Dezember 2000 in Angers) war ein französischer Kapuziner und Kirchenhistoriker.

## Leben
Seit 1935 war er  Kapuziner. Nach der Priesterweihe 1939 war er ab 1940 als langjähriger Bibliothekar des Provinzialhauses seines Ordens, Rue Boissonade in Paris. Er war Leiter der im 19. Jahrhundert von Jeanne Blanchet gegründeten „Association réparatrice“. Aus dem Italienischen übersetzte er ins Französische. Er war Mitglied der Société d’histoire religieuse de la France.

## Schriften (Auswahl)
- Trois capucins guillotinés à Valenciennes en 1794. Blois 1958, OCLC 40049748.
- Hg.: Les écrits de saint François d’Assise. Paris 1959, OCLC 490993643.
- L’Association réparatrice. Catholiques contre franc-maçonnerie, étude historique. Paris 1968, OCLC 464607871.
- mit Anton Rotzetter und Thaddée Matura: Franz von Assisi. Ein Anfang und was davon bleibt. Zürich 1999, ISBN 3-545-70013-5.